# 薄井友里
薄井友里（日语：／ Usui Yuri，5月15日—）是出身於日本東京都世田谷區的女性聲優。I'm Enterprise所属。

## 简介
在學生時期觀看電視動畫《偶像大師》，並成為《偶像大師》的粉絲。特別喜歡菊地真，之後也聽了許多相關的歌曲。雖然學生時期时想玩《偶像大師 灰姑娘女孩 星光舞台》 ，但卻一直忍耐至考試結束才安裝了遊戲。當時對遊戲中偶像們的舞技感到十分驚嘆，直呼“好厲害的技術啊！”，甚至還跑去讓對動畫不感興趣的母親看並說：“太厲害了！快看！”。
畢業於日本播音演技研究所。自2018年4月1日起加入I'm Enterprise事務所。
自2020年7月起，與女演員梶愛海共同擔任為期一年的軍事通訊大學的第二代校園小姐。
2024年5月，以《学园偶像大师》中姬崎莉波的角色出演《偶像大师》系列。此前曾抱著「比起自己想要的角色，更想選擇通過率更高的角色」的心態多次參加該系列的試鏡。

## 演出作品
※粗體字為主要角色。

### 電視動畫
2019年
- 同居人是貓（妹(1)）
- 魔法水果籃（TV節目）
- 南無阿彌陀佛！-蓮台 UTENA-（新聞主持人）
- 流汗吧！健身少女（女學生）

2021年
- ICHU偶像进行曲（觀眾B）
- 偶像活動Planet！（店員）
- 花樣滑冰Stars（Million粉絲）
- Love Live! Superstar!!

2022年
- Love Live! 虹咲學園學園偶像同好會
- Healer Girl 歌癒少女（觀眾）
- TSUKIPRO THE ANIMATION（觀眾）

2023年
- 絆之Allele（學生）
- 無職轉生～到了異世界就拿出真本事～（公會小姐）
- 妖幻三重奏（女學生）

2024年
- 異修羅（梅濟市民、梅濟市士兵）
- 花野井同學與戀愛病（觀眾）
- 2.5次元的誘惑（女學生D ）
- 異世界失格（街上的女性）
- 神之塔 -Tower of God- 王子的歸還
- 雙生戀情密不可分（女學生）
- 噗妮露是可愛史萊姆（虎馬幼兒園兒童）

2025年
- 野生的大魔王出現了！（迪娜[9][10]）

### 遊戲
2018年
- 城姬Quest（真田本城[11]、有岡城[12]）

2019年
- 亞爾堤戰記（ルルララ[13]）
- 千秋伝説・仙境～神々が住む理想郷～（大喬[14]）

2020年
- 棕色塵埃（ヤーナ[15]）
- 動物朋友3（北極兔[5]）
- 為了誰的鍊金術師（ニカイア[16]）
- ベースボールスーパースターズ（マダムカーミラ、ロゼ、アニタ[5]）
- ステラクロニクル（花嫁アテナ[17]、唯一真神[5]）
- 拜托了，不要让我回到现实！交响舞台（ディアマンテ リーンウェイブ[18]）

2021年
- 黑潮：深海覺醒（千代田[19]、ビーグル[20]）
- 人狼デスマッチ（村人[5]）

2022年
- 逆轉奧賽羅尼亞（リリープ）
- Echocalypse：绯红的神约（鴉[21]）
- 幻獸契約Cryptract（シェン）

2023年
- 受讚頌者 LOST FLAG（コタマ[22]）

2024年
- 碧藍幻想Relink
- 学园偶像大师（2024年 - 2025年、姫崎莉波[23][24]）
- シンギュラリティ×ラブストーリー（小野千花[25][26]）
- ERGOSUM（ジュリ[27]）

2025年
- 世界计划 缤纷舞台！ feat.初音未来

## 外部連結
- 薄井 友里｜I'm Enterprise
- 薄井 友里的X（前Twitter）